# Pezovo
Pezovo (macedónul: Пезово) település Észak-Macedóniában, a Északkeleti körzetben, Kumanovo községben.

## Népesség
| Lakosok száma | 512  | 545  | 511  | 442  | 248  | 84   | 53   | 13   |
|               | 1948 | 1953 | 1961 | 1971 | 1981 | 1991 | 2002 | 2021 |

- 2002-ben 53 lakosa volt, akik mindannyian macedónok.